# Yúliya Lévchenko
Yúliya Andrivna Lévchenko (en ucraniano: Юлія Андріївна Левченко; Bajmut, 28 de noviembre de 1997) es una deportista ucraniana que compite en atletismo, especialista en la prueba de salto de altura.
Ha ganado una medalla de plata en el Campeonato Mundial de Atletismo de 2017 y dos medallas en el Campeonato Europeo de Atletismo en Pista Cubierta, en los años 2017 y 2019.
Ha participado en tres Juegos Olímpicos de Verano, en los años 2016, 2020 y 2024, ocupando el octavo lugar en Tokio 2020.

## Palmarés internacional
| Campeonato Mundial                   | Campeonato Mundial    | Campeonato Mundial | Campeonato Mundial |
| Año                                  | Lugar                 | Medalla            | Prueba             |
| ------------------------------------ | --------------------- | ------------------ | ------------------ |
| 2017                                 | Londres (Reino Unido) | Medalla de plata   | Salto de altura    |
| Campeonato Europeo en Pista Cubierta |                       |                    |                    |
| Año                                  | Lugar                 | Medalla            | Prueba             |
| 2017                                 | Belgrado (Serbia)     | Medalla de bronce  | Salto de altura    |
| 2019                                 | Glasgow (Reino Unido) | Medalla de plata   | Salto de altura    |